# Magyar Reklámszövetség
A Magyar Reklámszövetség (MRSZ) a marketingkommunikáció bármely ágában tevékenykedő intézmények, gazdasági vállalkozások és egyének országos szervezete.

## Feladata
A tagok képviselete és érdekvédelme mellett – a hazai reklámipar prosperálása, a szakmai ismeretek terjesztése, valamint a reklámszakma szereplői közötti együttműködés elősegítése.
A Szövetség biztos szakmai hátteret teremt a hazai marketingkommunikációs vállalatok munkájához, és elősegíti a kapcsolatok kiépítését.

## Események

### Reklámkonferencia
A Szövetség 2011-ben XIX. alkalommal rendezi meg a reklámszakma rangos találkozóját, az Országos Reklámkonferenciát Egerszalókon.

### Reklámhét
A Magyar Reklámszövetség 2011 tavaszán hatodik alkalommal hívta életre a Reklámhetet. Az eseménysorozat célja, hogy a nagyközönségben kialakult negatív képet a reklámról mint műfajról és jelenségről, illetve a reklámszakmáról pozitív irányba tolja, ezzel megteremtve egy progresszív reklámkultúra kialakulásának lehetőségét. Színvonalas és edukatív előadásokkal, kiállításokkal, filmvetítésekkel hívja fel az emberek figyelmét a reklám pozitívumaira, a közéletben uralkodó demagógiára, valamint a reklámmal kapcsolatos negatív beidegződésekre. A Reklámhét olyan platform, ami a magyar reklámszakma legismertebb és legelismertebb képviselőinek segítségével mind az érdeklődők, mind a szakmában dolgozók, mind pedig – ami talán még fontosabb – az ebbe a szakmába igyekvő fiatalok számára egyedülálló tanulási lehetőséget biztosít gyakorlati és elméleti téren egyaránt.

### Reklámköltés
A Szövetség – Dr. Skriba Judit segítségével - egy évtizede követi nyomon a hazai reklámköltés alakulását.

### Tagozatok
- IAB Hungary
- OOH (közterületi) Tagozat
- Jogi Tagozat
- Ambient Média Tagozat
- Regionális Tagozat (REGGI)
- Digital Signage /jelenleg nem aktív/
- Független Ügynökségek Tagozata (FÜGE) /jelenleg nem aktív/
- Hot Marketing Club (HMC) /jelenleg nem aktív/
- Sales House Tagozat /jelenleg nem aktív/
- Through The Line Tagozat (TTL) /jelenleg nem aktív/

## Elnökök
| 1.  | Juhár Zoltán     | 1975– | 1977 |
| 2.  | Lauthán Ferenc   | 1977– | 1983 |
| 3.  | Spilák Ferenc    | 1983– | 1991 |
| 4.  | Faklen Pál       | 1991– | 1998 |
| 5.  | Csepregi Miklós  | 1998– | 2000 |
| 6.  | Levendel Ádám    | 2000– | 2006 |
| 7.  | Dr. Nagy Bálint  | 2006– | 2009 |
| 8.  | Mezriczky László | 2009– | 2012 |
| 9.  | Urbán Zsolt      | 2012- | 2018 |
| 10. | Gulyás János     | 2018- |      |

## Külső hivatkozások
- Az Ambient Tagozat honlapja
- Az MRSZ honlapja
- Díjnyertes magyar reklámok gyűjteménye
- A FÜGE honlapja
- A HMC honlapja
- Az IAB Magyarország honlapja
- Országos Reklámkonferencia
- Reklámhét